# 烏克蘭足球甲級聯賽
烏克蘭足球甲級聯賽（烏克蘭語：Перша ліга）是烏克蘭足協協會組織的第二級別職業足球聯賽，聯賽隊伍共有16支。不同於烏克蘭足球超級聯賽，烏克蘭足球甲級聯賽不會進行青年隊比賽。

## 外部連結
- （乌克兰語） Persha Liha at Official Site of the Professional Football league of Ukraine （页面存档备份，存于）
- Persha Liha Tables and Fixtures at aragon.ws （页面存档备份，存于）